# Nectaris Montes
Nectaris Montes és una estructura geològica del tipus mons a la superfície de Mart, situada amb el sistema de coordenades planetocèntriques a -14.1 ° de latitud N i 307.38 ° de longitud E. Fa 220 km de diàmetre. El nom va ser fet oficial per la UAI el 26 de maig de 2015 i pren el nom d'una característica d'albedo.